# Lyncestis diascota
Lyncestis diascota là một loài bướm đêm trong họ Erebidae.